# Kamarna
Kamarna − wieś w Estonii, w prowincji Virumaa Wschodnia, w gminie Illuka.